# Старорусский 113-й пехотный полк
113-й пехотный Старорусский полк — пехотная воинская часть Русской императорской армии.
Полковой праздник — 9 мая.
Старшинство — с 29 ноября 1796 года.

## Места дислокации
В 1820 году Рыльский пехотный полк из Бобруйска переведён в слободу Климову Новозыбковского уезда. Второй батальон полка на поселении в Могилевской губернии. В составе 12-й пехотной дивизии

## Формирование и кампании полка

### Предшественники полка
Предшественником Старорусского полка является бывший Рыльский пехотный полк, сформированный 29 ноября 1796 года в Оренбурге. Во время Отечественной войны 1812 года старый Рыльский полк защищал Динабург, затем принимал участие в сражениях при Островно, на Валутиной горе, Бородино, Тарутино и Вязьме. В Заграничных походах 1813 и 1814 годов Рыльский полк сражался в Битве народов под Лейпцигом и штурмовал Монмартрские высоты.
9 января 1798 года Рыльскому мушкетерскому полку пожалованы 10 знамён образца 1797 года. У одного крест был белым, а углы зелёные с тёмно-синим пополам. У остальных крест зелёный, а углы тёмно-синие. Древки кофейные. В 1824 году Рыльскому пехотному полку даровано простое (без надписей) знамя образца 1816 года. Крест зелёный, углы белые.
28 января 1833 года старый Рыльский пехотный полк был расформирован и его батальоны вошли в состав Черниговского пехотного полка, составив в нём 3-й и 4-й действующие и 6-й резервный батальоны. В 1849 году Черниговский полк находился в Венгерском походе, а во время Крымской войны был в составе войск, осаждавших Силистрию. В конце 1854 года Черниговский полк был двинут на усиление войск в Крыму и находился в Севастополе до самого конца осады города англо-французами.

### Старорусский полк
Старорусский полк сформирован 6 апреля 1863 года в Новозыбкове из 4-го резервного батальона Черниговского пехотного полка под именем Черниговского резервного пехотного полка и 13 августа того же года назван Старорусским пехотным полком, 25 марта 1864 года полку дан № 113. Полк унаследовал и знаки отличия черниговцев.
18 марта 1884 года Старорусскому пехотному полку установлено старшинство с 29 ноября 1796 года, то есть со времени сформирования старого Рыльского полка. 29 ноября 1896 года в день столетнего юбилея полку было пожаловано новое Георгиевское знамя с Александровской юбилейной лентой. 29 ноября 1896 года состоялось вручение знамени полку в литовском городе Шавли.
Во время Первой мировой войны полк сражался в Восточной Пруссии и в феврале 1915 года попал в окружение и был почти полностью уничтожен вместе с 20-м армейским корпусом.
Во время Октябрьской революции полк находился в резерве под Ревелем (ст. Разин).
В конце 1917 г. (в начале 1918 г.?) полк был расформирован.

## Знаки отличия полка

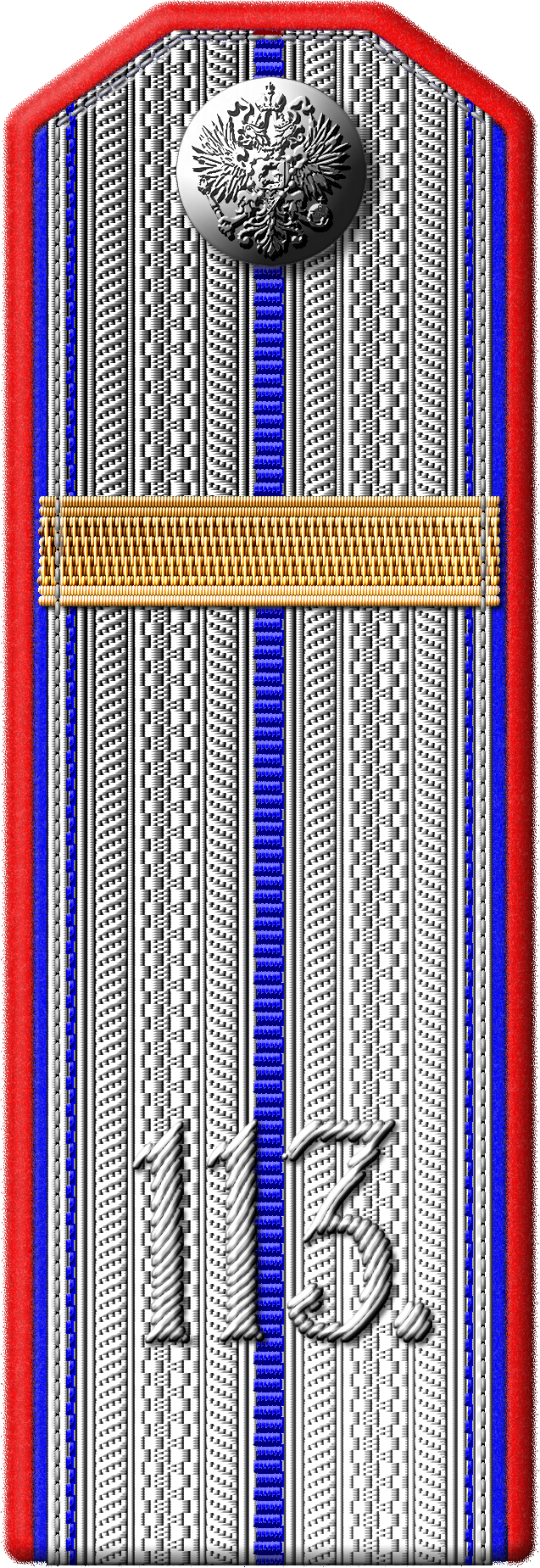
Зауряд-врач полка (погоны образца 1914 года)

- Полковое Георгиевское знамя с надписями «За Севастополь в 1854 и 1855 годах» и «1796—1896» с Александровской юбилейной лентой. Пожаловано 29 ноября 1896 года.
- Знаки на головные уборы для нижних чинов с надписью «За отличие», пожалованные в 1833 году батальонам старого Рыльского полка для уравнения с батальонами Черниговского полка.

## Шефы полка
- 08.09.1797 — 30.05.1798 — генерал от инфантерии барон Игельстром, Осип Андреевич
- 30.05.1798 — 14.07.1803 — генерал-майор Бахметев, Николай Николаевич
- 16.07.1803 — 13.07.1812 — генерал-майор Окулов, Модест Матвеевич

## Командиры полка

### Старый Рыльский пехотный полк
- 02.01.1797 — 29.12.1797 — полковник Панов, Василий Николаевич
- 29.12.1797 — 31.05.1798 — полковник Барыков, Пётр Александрович
- 13.09.1798 — 21.12.1800 — подполковник (с 17.10.1799 полковник) Семичев, Борис Прокофьевич
- 08.02.1801 — 24.09.1801 — полковник Фрейман, Иван Карлович
- 04.02.1802 — 24.02.1803 — майор Вайнюков, Павел Семёнович
- 14.04.1803 — 24.05.1804 — полковник Калемин, Лука Фомич
- 04.10.1804 — 19.06.1806 — полковник князь Ураков, Алексей Васильевич
- 11.10.1806 — 18.10.1811 — подполковник (с 30.08.1811 полковник) Самойлов, Илья Иванович
- 07.1812 — 12.1812 — полковник Ушаков, Павел Николаевич
- 02.1813 — 22.08.1826 — майор (с 16.12.1813 подполковник, с 15.09.1817 полковник) Некрасов, Николай Михайлович
- 16.09.1826 — 29.09.1828 — полковник Панютин, Фёдор Сергеевич
- 25.11.1828 — 22.01.1833 — подполковник (с 9.04.1831 полковник) Бессонов, Иван Иванович (с 22.01.1833 до 2.04.1833 командовал Черниговским полком)

Список командиров Черниговского пехотного полка см. в соответствующей статье.

### Старорусский пехотный полк
- 06.04.1863 — 17.04.1870 — полковник фон Витте, Август Карлович (с 9.06.1857 командовал Черниговским полком)
- 17.04.1870 — 02.03.1878 — полковник Измаильский, Андрей Иванович
- 18.03.1878 — 21.03.1888 — полковник Ларионов, Дмитрий Иванович
- 27.03.1888 — 21.06.1894 — полковник Фурсов, Дмитрий Семёнович
- 02.07.1894 — 02.03.1899 — полковник Краевский, Митрофан Дмитриевич
- 04.07.1900 — 26.11.1903— полковник Зыков, Виктор Павлович
- 13.12.1903 — 03.01.1904 — полковник Альфтан, Владимир Алексеевич
- 17.09.1907 — 21.12.1912 — полковник Киборт, Леонтий Леонтьевич
- 21.12.1912 — 27.10.1914[4] — полковник Калишевич, Николай Иванович
- 27.10.1914 — 12.03.1916 — полковник (с 30.07.1915 генерал-майор) Ольдерогге, Владимир Александрович
- 02.04.1916 — 27.09.1916 — полковник Яхонтов, Павел Николаевич
- 20.10.1916 — 08.07.1917 — полковник Медведев, Павел Никифорович
- 08.07.1917 — 05.08.1917 — полковник Чарноцкий, Феликс Эдуардович
- 09.11.1917 — хх.хх.хххх — полковник Эльбе, Рудольф Адольфович

## Известные люди, служившие в полку
- Загуменный, Александр Александрович — русский врач, доктор медицины, служил врачом в полку с 1879 по 1881 год.
- Ларка, Андрес — эстонский политический и военный деятель
- Тениссон Александр Иванович (Александер Тыниссон) — российский и эстонский военачальник и политический деятель
- Морозов, Василий Лаврентьевич — советский военачальник